# Improphantes falcatus
Improphantes falcatus là một loài nhện trong họ Linyphiidae.
Loài này thuộc chi Improphantes. Improphantes falcatus được Robert Bosmans miêu tả năm 1979.